# Dom Esterki (Radom)

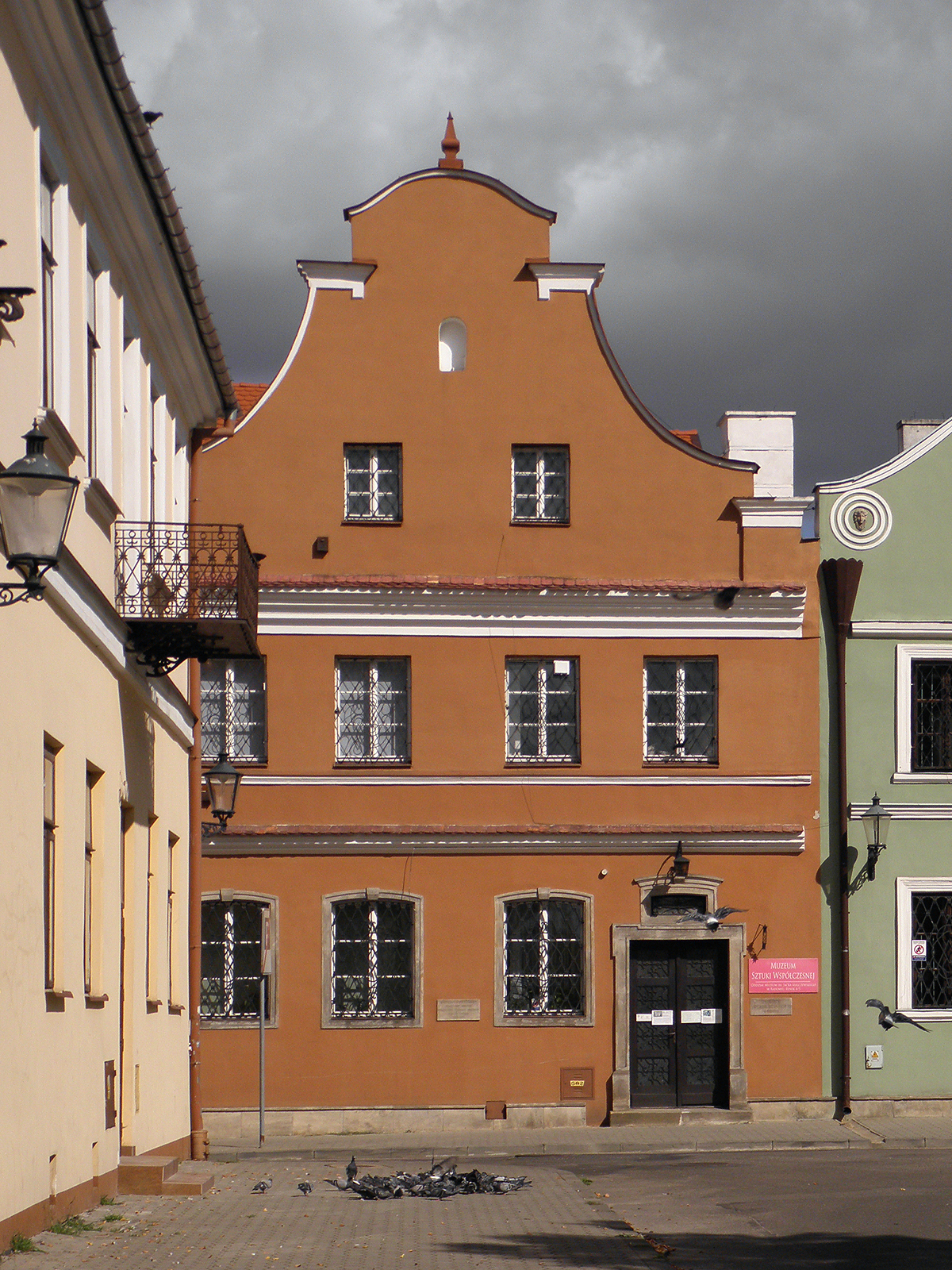
Dom Esterki, Vorderansicht (2012)

Dom Esterki (auch Dom Esterka, deutsch Haus der Esther) ist ein denkmalgeschütztes Wohnhaus im Barockstil in Radom in der Woiwodschaft Masowien in Polen. Das Gebäude steht im Stadtviertel Miasto Kazimierz (Kasimirs Stadt), das nach Kasimir dem Großen benannt ist. Legenden verbinden ihn und Karl X. Gustav von Schweden mit diesem Haus.

## Lage und Geschichte
Kasimir der Große gründete 1350 das neue Radom im Norden der frühmittelalterlichen Altstadt (polnisch Stare Miasto) und erteilte ihm 1364 das Magdeburger Stadtrecht. Am langgestreckten Marktplatz (Rynek) wurde in seiner Regierungszeit das Rathaus im mittleren Teil der Nordseite des Platzes erbaut. Der russische Statthalter ließ 1818 das Gebäude abreißen. Es wurde 30 Jahre später durch ein Rathaus im Stil der Neorenaissance ersetzt. Das Dom Esterki steht in der Nordwestecke des Marktplatzes. Mit ihm stehen 15 Gebäude am Markt unter Denkmalschutz. 
Das alte Haus wurde von den Schweden im Zweiten Nordischen Krieg zerstört. Ein neues Gebäude im Barockstil wurde in der zweiten Hälfte des 17. Jahrhunderts errichtet. Im Jahr 1919 ist die Familie Rosenblat als Besitzer nachgewiesen. Im Zweiten Weltkrieg wurde das Haus von den deutschen Besatzern abgerissen. Von den Erd- und Kellergeschossen blieben nur Reste. Diese wurden in den 1950er Jahren entfernt und nach einem Entwurf eines Radomer Architekten entstand von 1953 bis 1955 der Wiederaufbau des Hauses.

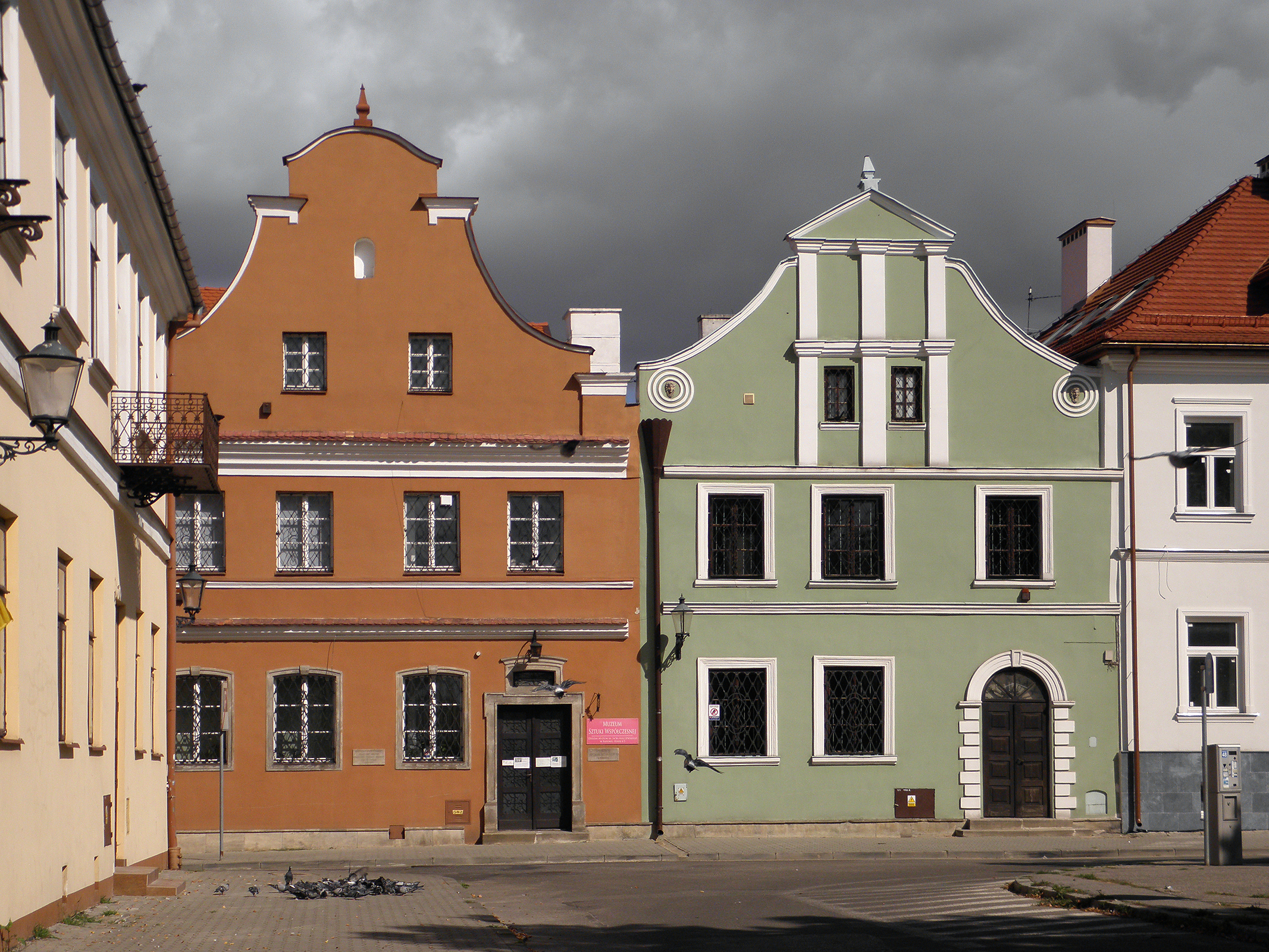
Die Häuser Gąski und Esterki (2012)

Die Häuser Gąski (Rynek 4) und Esterki (Rynek 5) wurden Sitz des Museums für zeitgenössische Kunst, das 1990 als Zweigstelle des Bezirks-Museums (Muzeum Okręgowe) gegründet wurde. Nachdem die seit 1975 bestehende Woiwodschaft Radom 1999 in der Woiwodschaft Masowien aufging, verlor das Museum seinen überregionalen Status und wurde in Jacek-Malczewski-Museum umbenannt. Das Museum wird vom Ministerium für Kultur und nationales Erbe kontrolliert.
Nach einem Vorschlag von Andrzej Wajda vor, sollte die Stadt einen Ausstellungspavillon im Stadtpark Stary Ogród errichten, um die Kapazitäten im Bereich zeitgenössischer Kunst zu erweitern. Im Januar 2004 wurde jedoch eine Idee in der örtlichen Gazeta Wyborcza vorgestellt, den Bau des ehemaligen, 1900 erbauten Radomer Elektrizitätswerks für die Zwecke des neuen Kunstzentrums anzupassen. Die Idee fand große Unterstützung, darunter auch Wajdas. Nach einem Architekten-Wettbewerb wurde das Projekt Mazowieckie Centrum Sztuki Współczesnej „Elektrownia“ (MCSW „Elektrownia“, Masowienzentrum der zeitgenössischen Kunst „Kraftwerk“) in den Jahren 2011 bis 2014 realisiert. Die Sammlungen von Stadt und Woiwodschaft wurden an das neue Museum übertragen.
Das Haus wurde mit dem Nachbarhaus Dom Gąski 1947 unter Schutz gestellt und unter der Nummer 36 in die nationale Denkmalliste der Woiwodschaft eingetragen, weitere Unterschutzstellungen erfolgten 1972 und 1983.

## Legenden
Nach einer örtlichen Legende erbaute König Kasimir der Große das Haus im 14. Jahrhundert für seine jüdische Geliebte Esther.
In einigen Städten, die König Kasimir gründete, tragen alte Bürgerhäuser den Namen „Dom Esterki“. Die Gebäude in Krakau, Opoczno und Rzeszów sind denkmalgeschützt, weitere Häuser stehen in Kazimierz Dolny und einigen anderen Orten.
Eine weitere Überlieferung verbindet eine Bewohnerin namens Esther mit der Zeit von König Karl X. Gustav. Dieser bewohnte im Juli 1656 während der kriegerischen Auseinandersetzungen das benachbarte Haus Gąski. Einer seiner Berittenen stellte der schönen Nachbarin Esther nach. Diese ergriff den erstbesten Gegenstand und trieb den Schweden über die Straße. Er suchte in der Unterkunft des Königs Zuflucht. Dieser lobte die Tapferkeit der Polin und soll Esther mit einigen Goldstücken entschädigt haben.

## Nutzung
Das Haus wird mit seinem Nachbarhaus durch das gegenüberliegende Jacek-Malczewski-Museum im ehemaligen Piaristen-Kolleg (Rynek 11) genutzt. Die Ausstellungen in den Häusern Gąski und Esterka wurden zum 1. Juli 2018 wegen Renovierungsarbeiten für Besucher geschlossen (Stand Mai 2020). In den Gebäuden hatte auch die Radomer Gesellschaft der Freunde der Schönen Künste (Towarzystwo Przyjaciół Sztuk Pięknych w Radomiu) ihren Sitz.

## Beschreibung

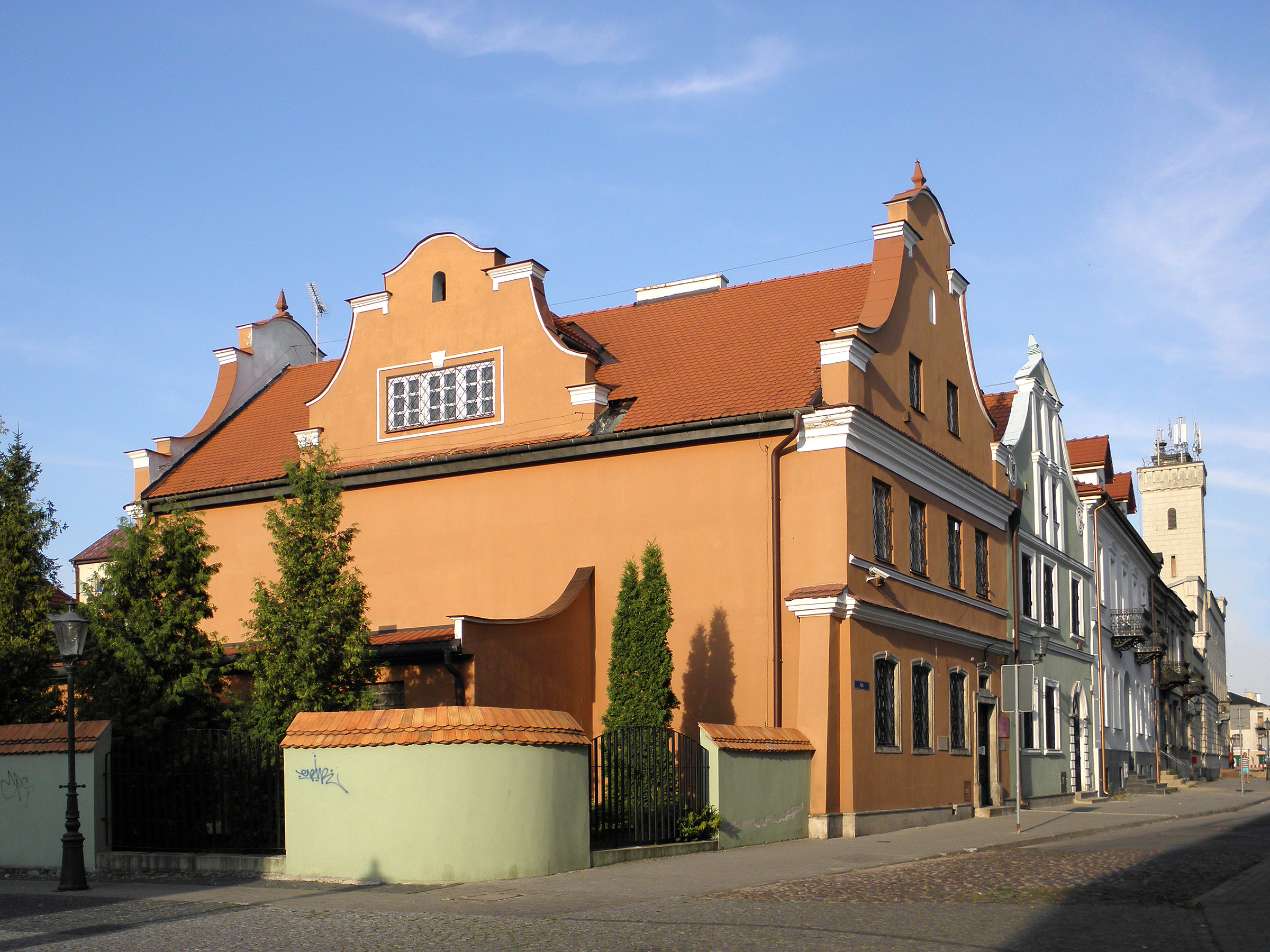
Ansicht von Westen (2012)

Das Haus ist ein zweieinhalbgeschossiger Bau mit vier Fensterachsen. Die Fassade ist bis auf die rechtsseitige Eingangstür symmetrisch angelegt. Der Giebel ist barock geschwungen. Eine Nische für eine Heiligenfigur ist leer. Die Fassade ist mit drei Gesimsen gegliedert. Zwei dienen der Wasserabweisung und haben Wassernasen (Abtropfkanten) und sind mit Biberschwanzziegeln gegen Regen geschützt. Die Fenstereinfassungen sind einfach gestaltet, die Fenster sind geteilt. Dagegen ist die Einfassung der Tür aufwändig in Sandstein angelegt und geohrt. Ein Fenster oberhalb des Sturzes lässt Licht in den Flur. Eine niedrig angebrachte Tafel aus demselben Material weist auf den Wiederaufbau in den 1950er Jahren hin. Die Rückseite des Hauses und das Zwerchhaus haben entsprechende Giebel.